# 金岩乡
金岩乡，是中华人民共和国四川省乐山市峨边彝族自治县下辖的一个乡镇级行政单位。

## 行政区划
金岩乡下辖以下地区：
俄罗村、挖吉村、罗卜村、金岩村、共和村、团结村、热水村、温泉村和挖托村。